# 망토고함원숭이
망토고함원숭이 또는 망토짖는원숭이(Alouatta palliata) 또는 황금망토고함원숭이는 신세계원숭이에 속하는 고함원숭이의 일종이다. 중앙아메리카와 남아메리카에 산다. 중앙아메리카의 야생에서 가장 많이 보이거나 들리는 원숭이들 중 하나이다. 양 옆구리에 길게 난 조모(粗毛) 때문에 "망토"라는 이름이 붙여졌다.
망토고함원숭이는 중앙아메리카의 가장 큰 원숭이 중 하나이며, 수컷 몸무게는 9.8 kg에 달한다. 중앙아메리카 원숭이들의 먹이는 거의 나뭇잎으로 구성되어 있다.